# Nuvolento
Nuvolento – miejscowość i gmina we Włoszech, w regionie Lombardia, w prowincji Brescia.
Według danych na rok 2004 gminę zamieszkiwało 3516 osób, 502,3 os./km².